# Stigliano
Stigliano ist eine Gemeinde in der Provinz Matera in der italienischen Region Basilikata.
In Stigliano leben 3523 Einwohner (Stand am 31. Dezember 2023). Der Ort liegt 80 km südwestlich von Matera. Die Nachbargemeinden sind Accettura, Aliano, Cirigliano, Craco, Gorgoglione, Montalbano Jonico, San Mauro Forte, Sant’Arcangelo (PZ) und Tursi.
Das Gründungsjahr des Ortes ist unbekannt. 1664 wurde der Ort von einem Erdbeben zerstört, er wurde im Anschluss aber direkt wieder aufgebaut.
Sehenswert in Stigliano ist die Kirche Sant’Antonio aus den 15. bis 17. Jahrhundert.